# Chevrolet Yeoman
Der Chevrolet Yeoman ist ein Kombi, den Chevrolet nur im Modelljahr 1958 herstellte (Chevrolet 1100). Es gab ihn als 3- oder 5-türigen Kombi, jeweils mit 6 Sitzplätzen. Der Yeoman war die Kombiversion des Chevrolet Del Ray und war damit das Einstiegsmodell der Kombipalette des Herstellers. Die luxuriöseren Kombis hießen in diesem Jahr Brookwood und Nomad.
Die Ausstattung war gegenüber dem Bel Air und Impala deutlich einfacher gestaltet, z. B. mit Gummimatten statt Stoffteppich. Die Unterscheidung zum Bel Air und Impala erfolgt über den geringeren Chromzierat.
In den USA wird das Fahrzeug auf Grund der Gesamtlänge und des Radstandes zu den Full-Size Cars gezählt. Die durchschnittliche Ausstattung und die Marktposition der Marke Chevrolet lässt den Yeoman in Europa zur Mittelklasse zählen. Der 1958er Chevy war deutlich größer als die vorangegangenen Jahre 1955–1957. Durch den neuen X-Traversen-Rahmen war er stabiler und hatte einen um 70 mm längeren Radstand. Er erhielt eine neue Viergelenk-Hinterachse mit Schraubenfedern, die vordere Radaufhängung hatte ebenfalls Schraubenfedern. Der Yeoman war rundherum mit Trommelbremsen bestückt.
Wie beim Del Ray bezeichneten die Seriennummer 1100 dabei die Sechszylindermodelle, deren Hubraum 3858 cm3 betrug und die 145 PS (107 kW) bei 4200 min−1 leisteten. Die Seriennummer 1200 bezeichnete die V8-Modelle. Die Motoren hatten einen Hubraum von 4638 cm3 und Leistungen von 185 PS (136 kW) bei 4600 min−1 (Standard) oder 230 bhp (169 kW) bei 4800 min−1 (Super Turbo-Fire). Verfügbar war auf Wunsch auch ein V8 mit 5703 cm3 Hubraum und 250 PS (184 kW) bei 4400 min−1 (Turbo-Thrust), 250 PS (184 kW) bei 5000 min−1 (Ram-Jet Fuel Injection), 280 PS (206 kW) bei 4800 min−1 oder 315 PS (232 kW) bei 5600 min−1 (beide: Super Turbo-Thrust).

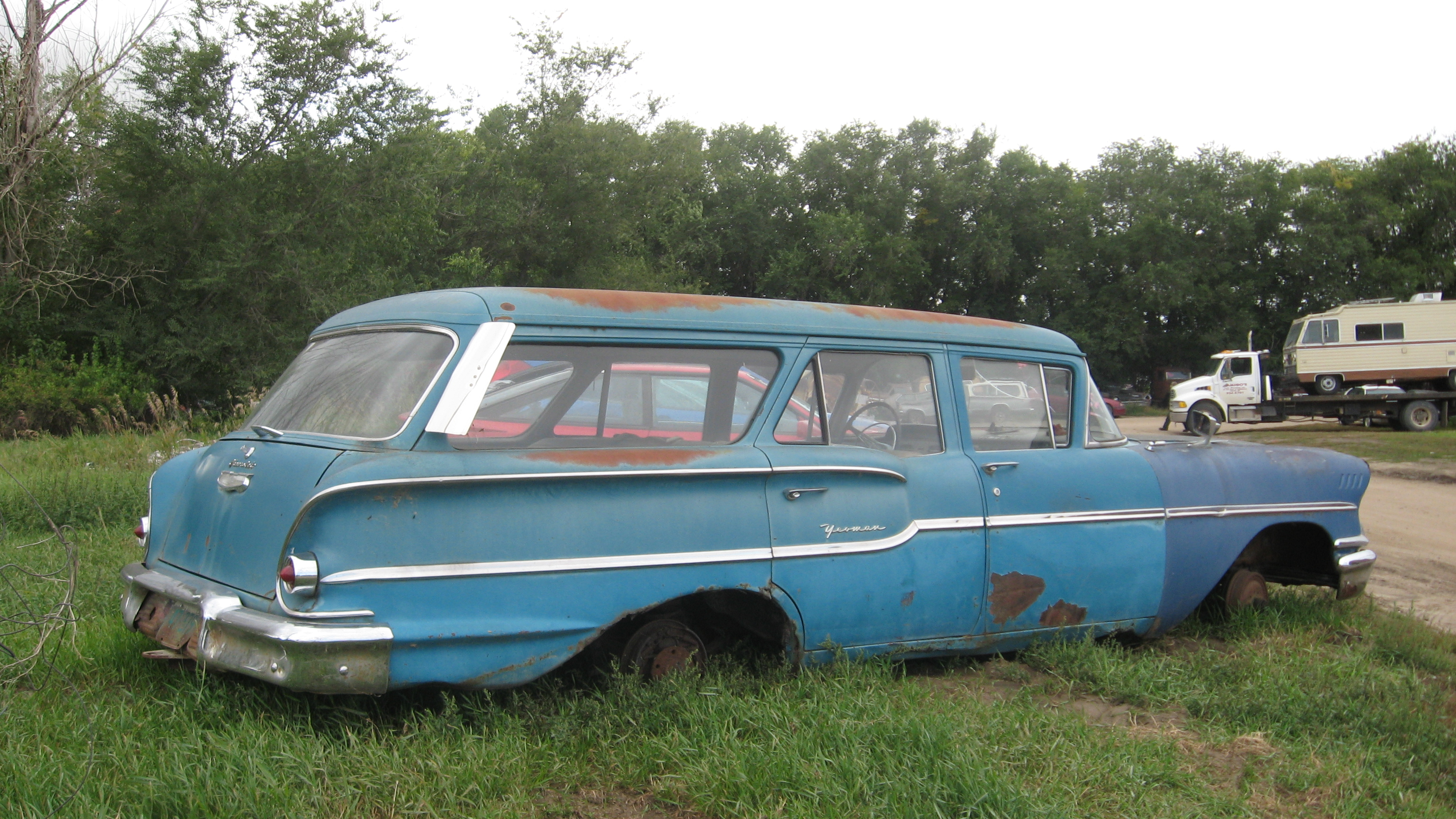
Chevrolet Yeoman Kombi 5 Türen (1958)

Die Preise begannen bei 2413 USD für den 3-türigen Station Wagon und 6-Zylinder-Reihenmotor und reichten bis 2574 USD für den 5-türigen V8. Die gängigen Extras wie Klimaanlage, Radio, Servolenkung und Bremskraftverstärker waren ebenfalls verfügbar. 
Nach nur einem Produktionsjahr verschwand der Yeoman wieder und wurde durch den Chevrolet Brookwood der Serien 1100 / 1200 ersetzt.
Verfügbare Motoren zum Teil gegen Aufpreis waren:
| Typ                        | Hubraum [cm3] | Verdichtung | Vergaser                | Auspuff | Leistung [PS / kW] | bei Drehzahl [min−1] |
| -------------------------- | ------------- | ----------- | ----------------------- | ------- | ------------------ | -------------------- |
| 6-Zylinder-Reihe           | 3.858         | 8,25:1      | Doppelvergaser          | Einfach | 145 / 107          | 4.200                |
| Turbo-Fire V-8             | 4.638         | 8,5:1       | Doppelvergaser          | Einfach | 185 / 136          | 4.600                |
| Super Turbo-Fire V-8       | 4.638         | 9,5:1       | Doppel-Registervergaser | Einfach | 230 / 169          | 4.800                |
| Turbo-Thrust V-8           | 5.692         | 9,5:1       | Doppel-Registervergaser | Doppelt | 250 / 184          | 4.400                |
| Super-Turbo-Thrust V-8     | 5.692         | 9,5:1       | Drei Doppelvergasern    | Doppelt | 280 / 206          | 4.800                |
| Super Turbo-Thrust V-8     | 5.692         | 11,0:1      | Drei Doppelvergasern    | Doppelt | 315 / 232          | 5.600                |
| Ram-Jet Fuel Injection V-8 | 4.638         | 9,5:1       | Einspritzung            | Einfach | 250 / 184          | 5.000                |